# Cymbiodyta seriata
Cymbiodyta seriata är en skalbaggsart som beskrevs av Ales Smetana 1974. Cymbiodyta seriata ingår i släktet Cymbiodyta och familjen palpbaggar. Inga underarter finns listade i Catalogue of Life.